# Винделики
Винделиките (или Виндолики, Виндалики; на латински: Vindelici, Vindolici, Vindalici) са племенен съюз на келтски племена, обитавали района между Хелвеция, Алпите и Дунав, разгромен през 16-15 г. пр.н.е. от Римската империя. За техен главен център се считал Манхинг (днес в Горна Бавария). Изповядвали са друдизма. Характерна особеност за това племе е, че за разлика от другите по това време е било въоръжено със секири, а не с копия.
Споменати от Хораций в стиховете Carmina, ода IV - 4.18 и 14.8, и Светоний - в Животът на 12-те цезари.
В края на 1 век района на винделиките вече е част от римската провинция Реция. На техните земи римляните основават градовете Аугуста Винделикорум (днешния Аугсбург), Кастра Регина (на мястото на келтското селище Ратисбона - дн. Регенсбург), Камбодунум (върху разрушено келтско селище, преполагаемото Камбодунон - дн. Кемптен), Фетес (Фюсен), Аподиакум (Епфах) и Партанум (Партенкирхен).